# 培材大学
培材大学，是韩国第一个公认的高等教育机构。前身是由美国监理教创办于1885年的培材学堂，是韩国历史最为悠久的大学之一。

## 历史
- 1885年8月3日，培材学堂创立。（创立者 亞篇薛羅·H·G·Appenzeller）
- 1886年1月，首任学堂长就任（亞篇薛羅）。
- 1886年6月8日，高宗皇帝赐与培材学堂匾额。
- 1895年9月1日设，立培材大学部（英文学科， 国语汉文学科， 神学科）。
- 1925年9月27日，培材学堂校名废止（日本朝鲜总督府）。
- 1951年8月21日，变更为培材中学和培材高中（教育法）。
- 1955年4月26日，大田保育学院建立（设立者克拉拉·霍华德 Clara Howard）。
- 1958年4月7日，培材学堂法人获得认可。
- 1968年5月7日，培材学堂的校训变更为「欲为大者 当为人役」。
- 1977年10月14日，培材学堂的法人与大田保育院的法人合并。
- 1980年12月29日，培材大学获准升级为四年制大学。
- 1987年11月9日，获准成立研究生院。
- 1992年5月1日，升级为综合性大学。
- 1997年11月18日，创意研究振兴研究事业研究课题 选定-康酸化蛋白研究（科学技术处）。
- 1998年10月1日，创意研究振兴事业研究课题 选定-光混沌制御研究（科学技术处）。
- 1999年3月15日，被评为学校教育改革优秀大学（教育部）。
- 1999年5月7日，被选定为生物医学资源研究中心（科学技术部， 韩国科学财团）。
- 1999年9月1日，被选定为 “韩国大脑工程” 地区性信息通信优秀大学-（教育部）。
- 1999年10月25日，被选定为生物医药地区技术革新中心（产业资源部）。
- 2000年2月2日，在1999年度 大学综合评比中被评为优秀大学， 最优秀的研究生院。
- 2002年8月16日，2000~2002年度 连续三年被评为本年度教学改革优秀大学（教育人力资源部）。
- 2002年11月18日，2002年度 被评定为本年度地方大学建设优胜者（教育人力资源部）。
- 2004年6月6日，被选定为地方大学革新产业-IT 领域（教育人力资源部）。

## 院系介绍
- 人文学院：国语国文、心理学、哲学、社会福利及神学、幼儿教育、家政、对外韩国语
- 外国语学院：英语、德语、法语、西班牙语、中南美语、中国语、日本语、俄语
- 经营学院：经营、贸易、电子商务
- 社会学院：政治外交、媒体信息?社会学、行政管理
- 法学院：法学、特殊法学
- 旅游文化学院：旅游策划管理、酒店会议管理、饮食服务、时装设计
- 自然科学学院：分子科学、应用数学、应用物理、生物医学、遗传工程学、生命科学、园艺和园林学
- 工程学院：IT工程、游戏工程、陶瓷工程、纳米材料工程、土木工程、建筑学
- 艺术学院：音乐、美术、漆艺、表演、休闲运动

## 著名校友
李承晚博士、金素月(김소월)诗人、申宏宇(신홍우)博士、周時經(주시경)先生、吳兢善(오긍선)博士、池青天将军、歌手李玟雨（神話）、歌手銀赫（Super    Junior）等人。

## 校训
欲为大者，当为人役